# Мандре
Мандре је насељено место у саставу општине Колан, у Задарској жупанији, на острву Пагу, Република Хрватска.

## Историја
До територијалне реорганизације у Хрватској насеље се налазило у саставу бивше велике општине Паг.

## Становништво
На попису становништва 2011. године, Мандре је имало 395 становника.

## Попис1991.
На попису становништва 1991. године, насељено место Мандре је имало 160 становника, следећег националног састава:
| Попис 1991.‍ | Попис 1991.‍ | Попис 1991.‍ | Попис 1991.‍ | Попис 1991.‍ |
| ----------- | ----------- | ----------- | ----------- | ----------- |
|             |             |             |             |             |
| Хрвати      | Хрвати      |             | 158         | 98,74%      |
| Срби        | Срби        |             | 1           | 0,63%       |
| остало      | остало      |             | 1           | 0,63%       |
| укупно: 160 |             |             |             |             |